# Sela, Videm
Sela este o localitate din comuna Videm, Slovenia, cu o populație de 188 de locuitori.